# Communauté de communes de l'Espace Sud Cambrésis
La communauté de communes de l'Espace Sud Cambrésis   est une ancienne communauté de communes française, située dans le département du Nord et la région Nord-Pas-de-Calais, arrondissement de Cambrai.

Elle faisait partie du Pays du Cambrésis. Elle a rejoint la communauté de communes du Caudrésis - Catésis le 1er janvier 2012, sauf Esnes qui a rejoint la communauté d'agglomération de Cambrai.

## Composition
La communauté de communes de l'Espace Sud Cambrésis regroupait 8 communes.
| Code INSEE | Commune    | Maire              | Population | Superficie | Délégués |
| ---------- | ---------- | ------------------ | ---------- | ---------- | -------- |
| 59074      | Bertry     | Jacques Olivier    | 2 257 hab. | 854 ha     | nc       |
| 59140      | Caullery   | Alain Goetgheluck  | 448 hab.   | 250 ha     | nc       |
| 59149      | Clary      | Gérard Taisne      | 1 094 hab. | 993 ha     | nc       |
| 59171      | Dehéries   | Christian Besnier  | 37 hab.    | 187 ha     | nc       |
| 59191      | Élincourt  | Thérèse Bonneville | 666 hab.   | 841 ha     | nc       |
| 59209      | Esnes      | Bernard Delhal     | 653 hab.   | 1 440 ha   | nc       |
| 59372      | Malincourt | Marc Plateau       | 496 hab.   | 1 030 ha   | nc       |
| Totaux     | 7 communes | 7 communes         | 6 761 hab. | 6 352 ha   | 36       |

## Présidents
| Période          | Période         | Identité            | Étiquette | Qualité                                            |
| ---------------- | --------------- | ------------------- | --------- | -------------------------------------------------- |
| 29 décembre 1993 | 23 juillet 2002 | Marie-Louise Foulon |           | Maire de Clary, Présidente du Sivom de la Warnelle |